# Eleutheranthera
Eleutheranthera es un género de plantas con flores, perteneciente a la familia  Asteraceae. Comprende 12 especies descritas y de estas, solo 2 aceptadas. Tiene una distribución pantropical.

## Descripción
Son hierbas anuales, que alcanzan un tamaño de 8–25 cm de alto, raíces fibrosas; tallos patente-pubescentes, ramificados desde cerca de la base, ramas a veces excediendo el eje central. Hojas opuestas, ovado-lanceolados, 2–6 cm de largo y hasta 3 cm de ancho, ápice agudo, base redondeada y cortamente decurrente sobre el pecíolo, márgenes serrulados, haz ligeramente hirsuta, envés menudamente glanduloso; pecíolos pilosos. Capitulescencias de capítulos pedunculados en las axilas superiores, pedúnculos erectos en la floración, patentes y reflexos en la fructificación; capítulos discoides; involucros campanulados; receptáculos planos, muy pequeños; filarias 5, en 2 series, pilosas, la más larga ca 5 mm de largo, persistentes; páleas escariosas con ápices verdes, pilosas hacia arriba; flósculos 2–6, perfectos, las corolas escasamente 2 mm de largo, amarillas; anteras con apéndices terminales rudimentarios, auriculadas en la base, negras; ramas del estilo lanceoladas. Aquenios 3 mm de largo, prominentemente tuberculados en y entre las costillas, menudamente pilosas, estrechándose hacia arriba formando un cuello corto, éste blanco-hirsuto en el ápice y convencionalmente interpretado como un vilano ciatiforme.

## Taxonomía
El género fue descrito por Pierre Antoine Poiteau y publicado en Bull. Sci. Soc. Philom. Paris 3(66): 137. 1811[1802]. La especie tipo es Eleutheranthera ovata Poit. = 	Eleutheranthera ruderalis (Sw.) Sch.Bip.

## Especies aceptadas
A continuación se brinda un listado de las especies del género Eleutheranthera aceptadas hasta julio de 2012, ordenadas alfabéticamente. Para cada una se indica el nombre binomial seguido del autor, abreviado según las convenciones y usos.
- Eleutheranthera ruderalis (Sw.) Sch.Bip.
- Eleutheranthera tenella (Kunth) H.Rob.